# ایستگاه راه‌آهن نصیرشهر
ایستگاه راه‌آهن نصیرشهر در نصیرشهر، استان تهران واقع شده‌است. این ایستگاه تحت مالکیت شرکت راه‌آهن جمهوری اسلامی ایران قرار دارد.